# Pheugopedius
Pheugopedius — рід горобцеподібних птахів родини воловоочкових (Troglodytidae). Представники цього роду мешкають в Мексиці, Центральній і Південній Америці. Раніше їх відносили до роду Поплітник (Thryothorus), однак за результатами молекулярно-філогенетичного дослідження вони були переведені до відновленого роду Pheugopedius

## Види
Виділяють дванадцять видів:
- Поплітник чорногорлий (Pheugopedius atrogularis)
- Поплітник чорноголовий (Pheugopedius spadix)
- Поплітник білогорлий (Pheugopedius fasciatoventris)
- Поплітник рудоспинний (Pheugopedius euophrys)
- Поплітник інкійський (Pheugopedius eisenmanni)
- Поплітник вусатий (Pheugopedius genibarbis)
- Поплітник смугастощокий (Pheugopedius mystacalis)
- Поплітник темнощокий (Pheugopedius coraya)
- Поплітник вохристий (Pheugopedius felix)
- Поплітник плямистий (Pheugopedius maculipectus)
- Поплітник рудоволий (Pheugopedius rutilus)
- Поплітник плямистоволий (Pheugopedius sclateri)

## Етимологія
Наукова назва роду Pheugopedius походить від сполучення слів дав.-гр. φευγω — уникати і πεδιον — відкритий простір, рівнина.